# 도르가

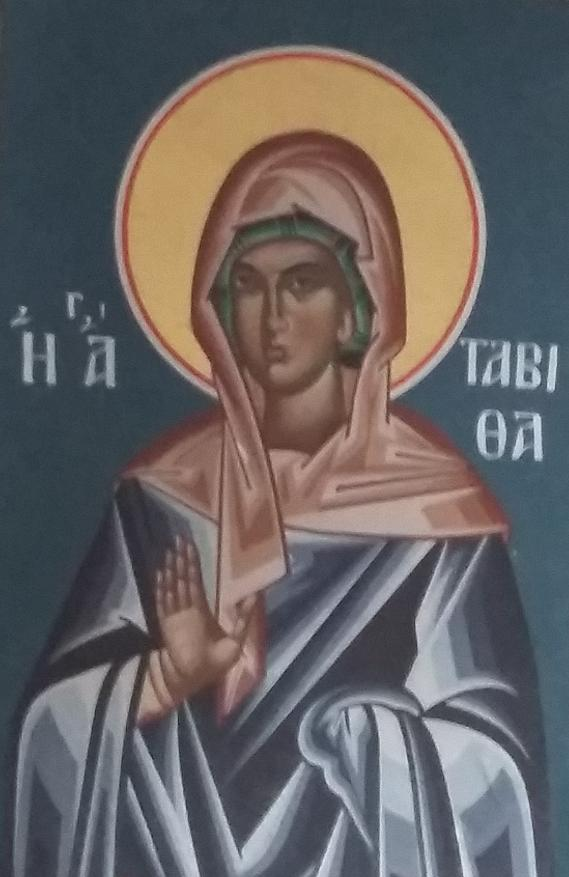

도르가(Dorcas, 그리스어: Δορκάς, 로마자 표기: Dorkás) 또는 다비다(Tabitha, 제국 아람어: תביתא/רריריתרי, 로마자 표기: Ṭaḇīṯā, 의미: '(여성) 가젤')는 사도행전 9장 36-43절에 언급된 예수의 초기 제자 (기독교)였다. 그녀는 오늘날 텔아비브에 흡수된 항구 도시 야파에 살았다. 사도행전은 그녀가 가난한 사람들을 위해 옷을 바느질하는 "선한 일과 자비의 행위"로 알려진 것으로 묘사한다. 그녀가 죽자 동네 과부들이 그를 애도하며 급히 사람을 보내어 근처 룻다에 있던 베드로를 불렀다(행 9:38). 그녀의 사랑의 증거로 그들은 그녀가 꿰매었던 옷 중 일부를 그에게 보여 주었고, 성경 기록에 따르면 그는 그녀를 죽음에서 살리었다.
가톨릭 교회, 동방 정교회, 일부 개신교 교단에서 성인으로 추앙받고 있다.